# Mattéo Brondy

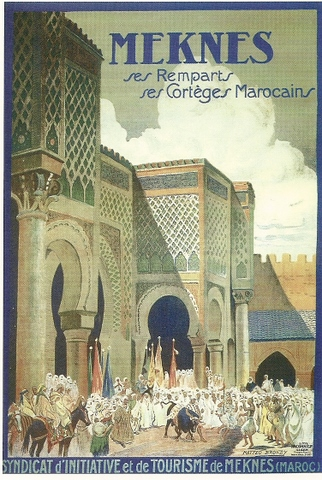
Affiche de Mattéo Brondy.

Alphonse Clément André Brondy, dit Mattéo Brondy, né à Paris 16e le 9 avril 1866 et mort en 1944 à Meknès, est un artiste peintre, dessinateur et vétérinaire français.

## Biographie
Mattéo Brondy fut élève de l'École nationale vétérinaire d'Alfort en 1889. Il effectua, la même année un stage à l’École de cavalerie de Saumur. Brondy fut affecté, en tant qu’aide-vétérinaire, en 1891 à Mascara et Tiaret en Algérie, et en 1893 dans l’artillerie de marine pour la campagne du Dahomey. Il retourna en métropole en 1894 pour entrer à l’Académie Julian à Paris où il fut élève de Tony Robert-Fleury et de Jules Lefebvre. Il fut admis ensuite dans l’atelier d’Adolphe Déchenaud. Ses premières œuvres, exposées à partir de 1909 au Salon des indépendants et au Salon des artistes français, rencontrèrent du succès (études d’animaux, paysages d’Italie, Portugal, Espagne).
Brondy arriva au Maroc vers 1915 de nouveau en tant que vétérinaire militaire. Il participa à des expéditions armées dans le Moyen Atlas et la Haute Moulouya, au nord-est du Maroc. Il en ramena quelques croquis et aquarelles exécutés au gré des haltes (Louis, 1930). En 1918, Brondy s’établit à Meknès en tant que vétérinaire municipal. L’arrière-pays berbère de la ville offrait aussi des paysages variés: plaines, montagnes et sources. Le tout éclairé par cette lumière afro-méditerranéenne que beaucoup d’artistes ont essayé de capter (Louis, 1930).
Brondy fonda avec d’autres artistes français vivant au Maroc une société artistique nommée l’Association des peintres et sculpteurs français du Maroc. Les artistes adhérents sont au nombre de douze : Jean Baldoui, Jean Hainaut, Raphaël Pinatel, Paul Lafond, Édouard Brindeau de Jarny, Marcel Vicaire, André Lenoir, Edmond Pauty, Albert Laprade, Gabriel Rousseau, Blanche Berbudeau-Laurent et Mattéo Brondy. Ce vétérinaire et artiste était très réservé et évitait de dessiner en public sans le consentement du voisinage. Il passa des journées à travailler dans les célèbres haras de Meknès. Il exécuta des aquarelles près du marché Bab-el-Khémis ou celui de Bab-Berdaïne. Il releva avec soin l’architecture des monuments historiques. Brondy était le président du syndicat d'initiative de la ville de Meknès et donc le grand animateur de sa promotion touristique. Aussi, il réalisa de nombreuses et splendides affiches, d’une grande qualité graphique dont on peut citer : Les Aissaouas, la foire agricole de Meknès ou la cité idrisside de Zerhoun et qu'on peut admirer au musée d'abderrahman Slaoui à Casablanca. Ces affiches ne sont pas oubliées et continuent d'être éditées sous forme de cartes postales et utilisés comme illustration des livres (Péroncel-Hugoz, 2015). Durant les années 1930, Brondy accueillit à Meknès, en résidence artistique, un autre peintre des chevaux Gaston Mantel.

## Œuvres
Brondy fut charmé par la ville de Meknès ; il parvint à sublimer en couleurs ses murailles, casbahs, portes, minarets et haras. L’arrière-pays berbère de la ville offrait aussi des paysages variés : plaines, montagnes et sources. Sa formation vétérinaire, sa connaissance de l’anatomie et du comportement animal lui ont permis de dessiner les chevaux avec un sens du détail exquis. Ses aquarelles de fantasias sont nombreuses .
Parmi ses œuvres
- Cavalier à la fontaine
- Fantasia devant la casbah
- La Réception du caïd lors d’un moussem au Maroc
- Le Retour des guerriers
- Le Départ des cavaliers

Couvertures de publications
- Catalogue officiel de la foire-exposition de Meknès, Éditions La Terre marocaine illustrée, 1930.
- Guide général du Maroc - 1re année, Éditions Inter-Presse, 1935.

## Expositions
- Salon des indépendants et Salon des artistes français, à partir de 1909.
- Salon des peintres de l'Afrique du Nord (dont Mattéo Brondy, Marguerite Delorme, Jacques Majorelle, Azouaou Mammeri, Henri Pontoy, Marcel Vicaire), Casablanca, 1935.
- Vente de l'atelier Matteo Brondy, hôtel des ventes (Philippe Fournier, commissaire-priseur), rue Croix-de-fer, Rouen, 18 décembre 1983.

## Réception critique
- « ...Ses chevaux, surpris attachés dans une auberge de village, ses attelages militaires, ses  barques de Nazarée et ses pêcheurs napolitains, ses caravanes marocaines, ses dompteurs de serpents et ses conteurs de Marrakech, lorsqu'il les décrit sur le vif, prouvent son sens de la situation, son coup d'œil rapide, sa faculté d'adaptation immédiate au climat, à la lumière de l'heure. » - Gérald Schurr[4]

## Titres honorifiques et distinctions
- Membre sociétaire des artistes français.
- Membre de la Société des orientalistes français.
- Membre de la Société des peintres coloniaux.
- Membre de la Société des paysagistes français.
- Membre de la Société des peintres français de Maroc.
- Chevalier de la Légion d'honneur[7].

## Sources et bibliographie
- Philippe Fournier, commissaire-priseur à Rouen, Catalogue de la vente de l'atelier Mattéo Brondy, 18 décembre 1983.
- Gérald Schurr, Les petits maîtres de la peinture, valeur de demain, Les Éditions de l'Amateur, 1985.
- Gérald Schurr, Le guidargus de la peinture, Les Éditions de l'Amateur, 1993.
- Emmanuel Bénézit, Dictionnaire des peintres, sculpteurs, dessinateurs et graveurs, Gründ, 1999.
- M. Arama, Itinéraires marocains : regards de peintres, Éditions du Jaguar, 1991
- J. Hossaini-Hilali, Des vétérinaires au Maroc sous le Protectorat français, Rabat, Maroc, Adrar Édition, 2015
- G. Louis, « Mattéo Brondy, peintre de Meknès », dans Meknès : sa foire-exposition, du 4 au 18 mai 1930, Casablanca, la Terre marocaine illustrée, 1930[8]
- J.-P. Péroncel-Hugoz. « La colonisation par les vétérinaires », in La Nouvelle Revue de l'Histoire, no 76, janvier-février 2015, p. 9
- Mylène Théliol, « L’association des peintres et sculpteurs du Maroc (1922-1933) », in Rives nord-méditerranéennes, no 32-33, 2009, p. 237-249.
- J.Hossaini-Hilali. Mattéo Brondy, peintre et vétérinaire au Maroc. Editions Bouregreg, Rabat, Maroc, 2020.  (ISBN 978-9920-391-69-6).